# Varenga

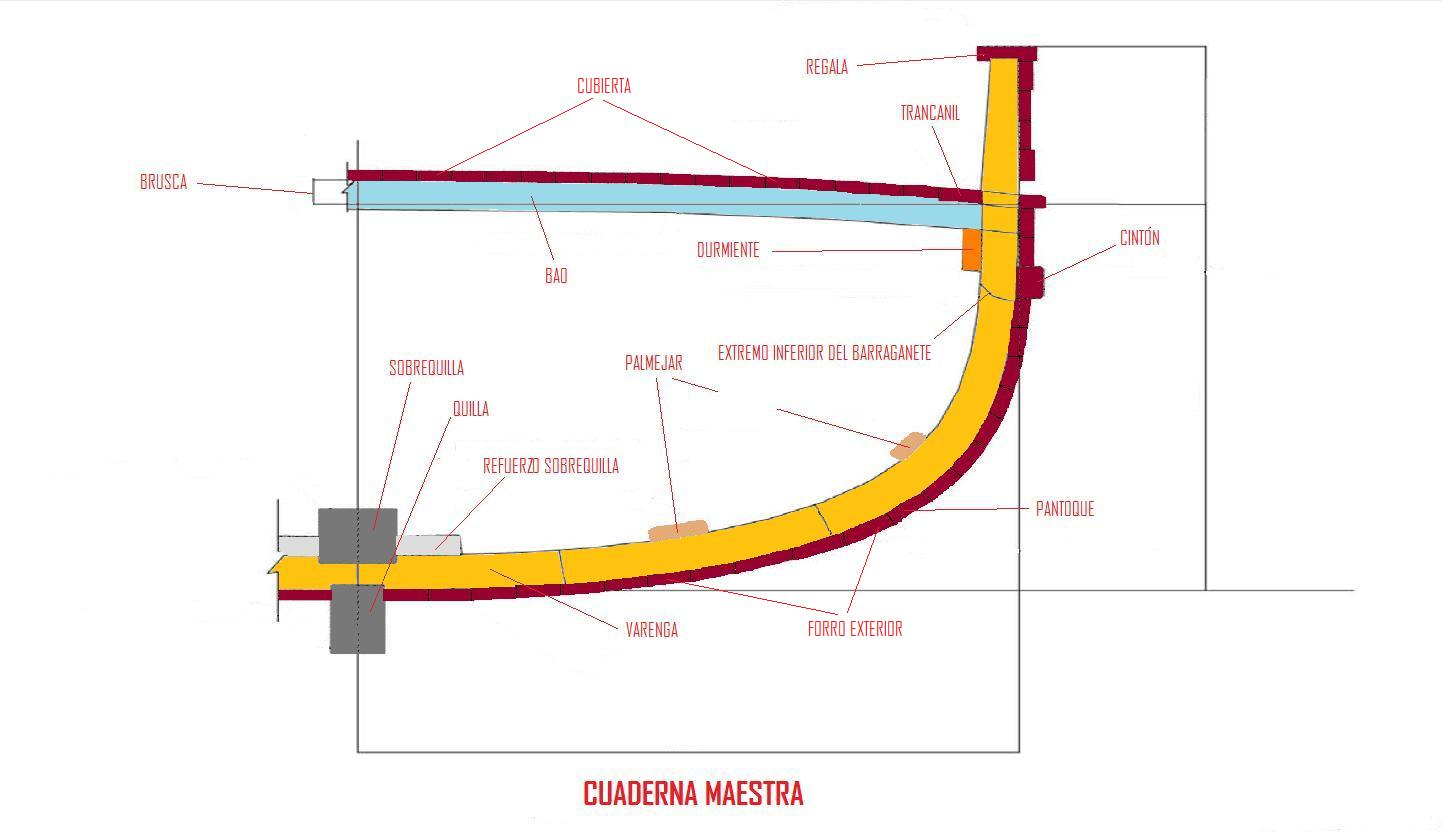
Esquema estructural amb la varenga al començ del costellam, entre la quilla i la contraquilla.

Varenga o madís o medís és la primera peça corba o forcada formant corbes simètriques que es posa travessada en sentit perpendicular o de babord a estribord emmetxada sobre la carena, sobre la quilla per a formar la base o peu de la quaderna.

## Tipus de varenga
Segons el lloc que ocupa, l'angle de les seues dues branques o braços és més o menys agut i pren la denominació respectiva de:
- Les Varengues planes són les més obertes que formen el pla del vaixell i entre les quals es diu mestra la del major angle i sobre que s'aixeca o construeix la quaderna d'aquest sobrenom
- Les Varengues aixecades comencen a tancar l'angle de les seves branques i segueixen a les anteriors cap a proa i cap a popa: les últimes d'aquesta part reben el nom peculiar de forquilles  o també varengues caputxines.
- En l'ús comú i general de la marineria, en prendre la part per tot la varenga es confon moltes vegades amb la quaderna i s'usen indistintament el nom d'una per l'altre.